# Mijn kleine presidentje
Mijn kleine presidentje is een nummer van de Nederlandse zanger Jaap Reesema. Het werd in 2022 als single uitgebracht en stond in 2023 als achtste track op het album Als je voor me staat.
Het nummer verscheen op 9 maart 2022, en werd samen geschreven met o.a. de Nederlandse rapper Snelle. Het is opnieuw een eerder persoonlijke ballade, net zoals Alles komt goed. De titel 'kleine presidentje' verwijst naar het zoontje van Jaap. De zanger bracht het nummer live op de radio, maar ook tijdens de liveshow Oekraïne 12-12, in duet met Koen Wauters.
Het nummer kwam een week na uitbrengen meteen binnen in de top 3 van de Ultratop 50 Vlaanderen, onder meer door de extra airplay als MNM-Big Hit & Q Music Top Schijf. De single heeft in Nederland de gouden status.

## Hitlijsten

### Ultratop 50 Vlaanderen
| Mijn kleine presidentje in de Ultratop 50 20-03-2022-11-06-2022 | Mijn kleine presidentje in de Ultratop 50 20-03-2022-11-06-2022 | Mijn kleine presidentje in de Ultratop 50 20-03-2022-11-06-2022 | Mijn kleine presidentje in de Ultratop 50 20-03-2022-11-06-2022 | Mijn kleine presidentje in de Ultratop 50 20-03-2022-11-06-2022 | Mijn kleine presidentje in de Ultratop 50 20-03-2022-11-06-2022 | Mijn kleine presidentje in de Ultratop 50 20-03-2022-11-06-2022 | Mijn kleine presidentje in de Ultratop 50 20-03-2022-11-06-2022 | Mijn kleine presidentje in de Ultratop 50 20-03-2022-11-06-2022 | Mijn kleine presidentje in de Ultratop 50 20-03-2022-11-06-2022 | Mijn kleine presidentje in de Ultratop 50 20-03-2022-11-06-2022 | Mijn kleine presidentje in de Ultratop 50 20-03-2022-11-06-2022 | Mijn kleine presidentje in de Ultratop 50 20-03-2022-11-06-2022 | Mijn kleine presidentje in de Ultratop 50 20-03-2022-11-06-2022 | Mijn kleine presidentje in de Ultratop 50 20-03-2022-11-06-2022 |
| Week                                                            | 1                                                               | 2                                                               | 3                                                               | 4                                                               | 5                                                               | 6                                                               | 7                                                               | 8                                                               | 9                                                               | 10                                                              | 11                                                              | 12                                                              | 13                                                              |                                                                 |
| --------------------------------------------------------------- | --------------------------------------------------------------- | --------------------------------------------------------------- | --------------------------------------------------------------- | --------------------------------------------------------------- | --------------------------------------------------------------- | --------------------------------------------------------------- | --------------------------------------------------------------- | --------------------------------------------------------------- | --------------------------------------------------------------- | --------------------------------------------------------------- | --------------------------------------------------------------- | --------------------------------------------------------------- | --------------------------------------------------------------- | --------------------------------------------------------------- |
| Nummer                                                          | 3                                                               | 1                                                               | 7                                                               | 5                                                               | 9                                                               | 18                                                              | 15                                                              | 17                                                              | 30                                                              | 31                                                              | 28                                                              | 37                                                              | 50                                                              | uit                                                             |